# 史氏扁指鰧
史氏扁指鰧（學名：Platygillellus smithi），為輻鰭魚綱䲁形目指鰧科扁指鰧屬的一個種，分布於中西大西洋巴哈馬海域，深度0至8公尺，本魚體細長，扁平，向尾部逐漸變細，頭部粗壯，輪廓有棱角至圓形，眼位於頭頂，而不是在柄上，管狀鼻孔，嘴上翹，下頜突出，上下唇均有皮瓣邊緣，上唇13個，下唇9個，鰓蓋上部有高褶邊，背鰭硬棘15枚、背鰭軟條14枚、臀鰭硬棘2枚、臀鰭軟條22枚，側鱗片大，光滑，側線前弓長，在背鰭棘末端下方急劇下彎，弓狀部分有25-26片鱗，直立部分有11-12片，頭部無鱗，腹部沿中線有8-9片鱗片，胸鰭基部無鱗，體白色，有4條深色橫帶，第1條位於頸背至背鰭小鰭和鰓蓋，身體上有2條幾乎延伸至下輪廓，尾鰭基部有1條窄橫帶，3條短橫帶從眼部向外輻射，體長可達3.4公分，棲息在有沙底質或礫石的珊瑚礁海域，生活習性不明。